# 原幸雄
原 幸雄（はら ゆきお、1952年6月13日 - ）は、日本のマーチングバンド指導者、トロンボーン奏者。日本マーチングバンド協会理事、日本マーチングバンド指導者協会公認指導員･本部検定委員･九州支部副理事長。

## 経歴
現在の熊本県合志市に生まれる。
1971年（昭和46年）に熊本県立熊本工業高等学校工業化学科を卒業。ヤマハ吹奏楽団浜松でトロンボーン奏者として活動した。
日本マーチングバンド指導者協会の公認指導員の資格を取得後、母校の熊本工業高等学校での指導や複数のイベントでのマーチング演出を手がける。熊本工業高等学校では全日本マーチングコンテストで9回の金賞を獲得した。2001年、九州吹奏楽連盟より九州吹奏楽コンクール10回出場指揮者として表彰された。

## 関係したイベント
- 1985年夏季ユニバーシアードマーチング編曲担当
- 自衛隊マーチングフェスティバル中央音楽隊演出担当(1993年･1996年）
- 全国豊かな海づくりマーチング演出担当(1994年･1995年)
- マーチング全国大会審査員（1997･1999･2001･2002･2003年）
- くまもと未来国体マーチング演出指導･鼓笛隊演出担当(1999年)
- ひのくに新世紀総体マーチング演出指導(2001年)